# MÁV Id
Die MÁV Id  war eine Schnellzug-Schlepptenderlokomotive der Ungarischen Staatsbahn MÁV.
Die Lokomotiven wurden als leichtere Version der MÁV Ia konzipiert, da deren Achsdruck einen freizügigen Einsatz im Betriebsdienst nicht zuließ.
Die Lieferung der leichteren und infolgedessen weniger leistungsfähigen Lokomotive gelang unter der Konstruktion des Kessels mit nur 120 m² Verdampfungsheizfläche, Kuppelraddurchmesser von 1.724 mm und kleineren Zylindern.
Von dieser leichteren Bauart wurden von der MÁVAG, Budapest insgesamt 32 Einheiten in den Jahren 1883 bis 1888 geliefert,
wobei die letzte Lieferserie von fünf Stück bereits ab Werk eine verlängerte Rauchkammer zwecks Verringerung des Funkenfluges erhielt.
Außerdem wurde der Kesseldruck auf 11,5 atm erhöht und andere Details verändert (vgl. Tabelle).
Davor gelieferte Maschinen erhielten durch Umbau ebenfalls eine verlängerte Rauchkammer.
Die Fahrzeuge erhielten im 1. Bezeichnungsschema der MÁV die Nummern 195–200, 205–210, 701–707 sowie 718–722.
Ab 1891, im 2. Schema, wurden sie Id 321–344.
Als die MÁV 1890 die Ungarische Nordostbahn (ungarisch Magyar Északkeleti Vasút, MÉKV) übernahm, bekam sie acht Stück baugleiche Maschinen, die bei der MÉKV als I 1"–8" eingeordnet waren, zu ihren Bestand hinzu.
Sie erhielten zunächst die Nummern 743–750 (1. Schema) und wurden 1891 MÁV Id 345–352.
Ab 1911 wurden alle Maschinen zusammen mit 221,001–032 bezeichnet.